# Owain Fôn Williams
Owain Fôn Williams (Penygroes, 1987. március 17. –) walesi válogatott labdarúgó, aki az Inverness játékosa.

## Statisztika

### A válogatottban
(2016. június 10. szerint.)
| Válogatott | Szezon   | Mérkőzés | Gól |
| ---------- | -------- | -------- | --- |
| Wales      | 2009     | 0        | 0   |
| Wales      | 2010     | 0        | 0   |
| Wales      | 2011     | 0        | 0   |
| Wales      | 2012     | 0        | 0   |
| Wales      | 2013     | 0        | 0   |
| Wales      | 2014     | 0        | 0   |
| Wales      | 2015     | 1        | 0   |
| Wales      | 2016     | 0        | 0   |
| Összesen   | Összesen | 1        | 0   |